# Эккардт, Людвиг
Эккардт, Людвиг (нем. Ludwig Eckardt; 1827—1871) — австрийский поэт и писатель.

## Биография
Родился 26 мая 1827 года в Вене.
После окончания средней школы учился в Венском университете. В 1846 году, будучи еще студентом, за причастность к галицийскому движению был заключён в тюрьму, откуда освобождён по ходатайству поэта Зейделя; уже тогда была напечатана его драма «Thron und Hütte» (Вена, 1846) — древнескандинавская легенда о герое из саги Форналдар.
Участие в событиях 1848 года заставило его бежать, сначала в Дрезден, затем — в Берн, где он получил диплом лектора по литературе и эстетике и в качестве доцента преподавал в Бернском университете. Затем был профессором кантональной школы в Люцерне, откуда был уволен по настоянию духовенства и переселился в Германию; с 1862 года был в Карлсруэ библиотекарем, а несколько лет спустя стал редактировать демократическую газету Мангейма. Был членом масонской ложи «Carl zur Eintracht» (нем.).
В 1867 году получил возможность возвратиться на родину. Читал в Вене публичные лекции по эстетике и истории.
Умер в Течен-Боденбахе 1 февраля 1871 года.

## Сочинения
- «Sokrates» (1858);
- «Bühnenbearbeitung» (1877);
- «Friedrich Schiller» (1859);
- «Palm ein deutscher Bürger» (1860);
- «Weltbürger und Patriot» (1862);
- «Nikolaus Manuel» (1862);
- «Dramatische Scenen» (1864);
- «Gefallene Würfel» (1865);
- «Drei Frauen-Charaktere» (1865);
- «Josephine» (1870);
- «Vorlesungen über Goethes Torquato Tasso» (1852);
- «Dramaturgische Studien» (1853);
- «Anleitung dichterische Meisterwerke zu lesen» (1857; 3-е изд. — Лейпциг, 1883)[2];
- «Erläuterungen zu Schillers Werken» (1856—1859);
- «Wander Vorträge aus Kunst und Geschichte» (1868);
- «Vorschule der Aestetik» (1864).